# Агбунов, Михаил Васильевич
Михаил Васильевич Агбунов (8 августа 1952, Болград, Одесская область, УССР, СССР — 19 октября 2009, Болград, Одесская область, Украина) — российский и украинский учёный болгарского происхождения, доктор исторических наук, профессор, археолог, путешественник, писатель, общественный деятель, автор научных и научно-популярных трудов по исторической географии античного мира. Президент Российской ассоциации истории мореплавания и кораблестроения.
Ученик археолога Л. В. Субботина.

## Биография
Родился 8 августа 1952 года и вырос в Болграде, в болгарской семье потомков задунайских колонистов. Агбунов с детства увлекался археологией. Как член школьного кружка он участвовал в археологических раскопках и разведках в Болградском районе под руководством будущего известного одесского археолога Леонида Васильевича Субботина, который в дальнейшем стал его близким другом.
Среди многих научных заслуг М. В. Агбунова стало открытие многочисленных археологических памятников разных исторических эпох на юге Украины. Среди них мезолитическая стоянка Зализничное, спасение уникального клада бронзовых изделий у поселения позднебронзовой эпохи Новые Трояны II и многие другие.
В 1978 году М. В. Агбунов успешно окончил исторический факультет Одесского государственного университета имени И. И. Мечникова. В последующие годы его жизнь была связана с Москвой. В 1985 году в Московском государственном университете он защитил кандидатскую диссертацию. В эти же годы началась и активная литераторская деятельность М. В. Агбунова, ставшего впоследствии членом Союза писателей. Из-под его пера вышло не мало научных и научно-популярных книг.
М. В. Агбунов внёс значительный вклад в теоретическое изучение и популяризацию знаний о скифо-античной истории Причерноморья. Он также предпринял успешную попытку практической проверки имеющихся сведений античной географии по локализации древнегреческих поселений Северного Причерноморья. На построенной при его непосредственном участии копии древнегреческой диеры «Ивлия» (названной по имени дочери учёного), начиная с 1989 года был осуществлён ряд историко-географических экспедиций. Следуя маршрутами древних мореходов в Чёрном и Средиземном морях, а также в Атлантике «Ивлия», стартовав из Одессы (Украина), за шесть экспедиционных сезонов преодолела более 3000 морских миль, посетила более 50 европейских портов и, поднявшись вверх по Сене окончила плавание в Париже.
В 2000 году М. В. Агбунов возвратился на Украину. Здесь в его творчестве появилась новая тема — история современной Южной Украины в годы массового переселения болгар в XIX веке. Последняя книга исследователя, вышедшая незадолго до его смерти, была посвящена Ивану Никитичу Инзову (1768—1845) — главному попечителю над болгарскими колониями в Новороссийском крае. Он сыграл исключительную роль в обустройстве переселенцев, что позволило на много лет вперёд заложить основы благополучного развития «Новой Болгарии» на землях Буджака.
На родине М. В. Агбунов сотрудничал со многими периодическими изданиями (газета «Роден край», «Одесские известия» и др.), в которых публиковал различные материалы, результаты своих исследований.
М. В. Агбунов погиб при невыясненных обстоятельствах 19 октября 2009 года. Михаил Васильевич Агбунов был погребён 22 октября на кладбище родного Болграда.

## Основные работы
- Загадки Понта Эвксинского (Античная география Северо-Западного Причерноморья) / М. В. Агбунов. — М.: Мысль, 1985. — 160 с. — 70 000 экз. (обл.)
- Античная лоция Чёрного моря / М. В. Агбунов; Отв. редакторы: д-р истор. наук И. Т. Кругликова, д-р геогр. наук Н. А. Хотинский; Рецензенты: чл.-корр. АН СССР А. П. Новосельцев, д.и.н. Г. А. Кошеленко, к.и.н. А. В. Подосинов; Академия наук СССР; Художник С. А. Резников. — М.: Наука, 1987. — 160, [4] с. — (Страны и народы). — 64 000 экз. (обл.)
- Путешествие в загадочную Скифию / М. В. Агбунов; Отв. редакторы: д-р истор. наук И. Т. Кругликова, д-р геогр. наук Н. А. Хотинский; Рецензенты: д.и.н. Д. С. Раевский, к.и.н. А. В. Подосинов; Академия наук СССР; Художник Ф. Б. Левченко. — М.: Наука, 1989. — 192, [16] с. — (Страницы истории нашей Родины). — 50 000 экз. — ISBN 5-02-004620-5. (обл.)
- Античная география Северного Причерноморья / М. В. Агбунов; Отв. ред. д-р истор. наук И. Т. Кругликова; Рецензенты: к.и.н. Л. И. Грацианская, к.и.н. А. В. Подосинов; Российская академия наук; Художник Т. В. Болотина. — М.: Наука, 1992. — 240 с. — (Страницы истории нашей Родины). — 10 000 экз. — ISBN 5-02-005860-2. (обл.)
- Олимпийские боги / М. В. Агбунов; Худож. А. Судаков. — М.: МИКИС, 1993. — 64 с. — (Античные мифы и легенды). — ISBN 5-88580-002-4.
- Античные мифы и легенды: Мифологический словарь / М. В. Агбунов. — М.: МИКИС, 1994. — 368 с. — 1 000 000 экз. — ISBN 5-88580-002-2. (в пер.)
- Подвиги Тесея: мифы / М. В. Агбунов; Худож. Н. Бутковский. — Одесса: ОКФА, 1996. — 112 с. — (Золотые мифы Древней Греции: В 10 кн.; Кн. 8).
- Персей и горгона Медуза / М. В. Агбунов; Рис. Н. Бутковского. — М.: Эллада, 1998. — 80 с. — 10 000 экз. — ISBN 5-88580-003-0.
- Скифия: Историко-географические очерки / М. В. Агбунов; Отв. ред. С. Б. Охотников; Национальная Академия наук Украины. — Одесса: Гермес, 2004. — 192 с.
- Агбунов М.В. Генерал-попечитель: (Жизнь и деятельность И. Н. Инзова) / М.В Агбунов; отв. ред. В.Н. Станко. — 1-е. — Арциз: Диамант, 2009. — 384 с. — 500 экз.

Статьи
- Агбунов М. В. Античная археология и палеогеография // КСИА. Вып. 191. Памятники античной археологии. — М., 1987. — С. 3-6.